# Barthélémy Carlu
Pour les articles homonymes, voir Carlu.
Barthélémy Carlu (1757-1823) est un céramiste français.

## Biographie
Originaire de Meurthe-et-Moselle, Barthélémy Carlu vient à Sceaux. Il y épouse en 1789 Louise Marguerite Marcou, fille de Léonard Marcou et veuve de Pierre-Louis Benoist sculpteur en porcelaine à Sceaux (1753-1789) dont la fille épousera François Guillaume Mony. Il s'installe à Bourg-la-Reine, comme fabricant de faïences, où il habite de 1805 à sa mort. Il est d'abord ouvrier de la Manufacture de Sceaux, puis tourneur en faïence. Lorsqu'il s'installe à son compte, Cabaret se plaint que son ancien chef d'atelier lui fait de la concurrence. En 1813, il achète un terrain à l'angle de la voie de Fontenay et de la route d'Orléans où il fait construire sa faïencerie no 3, face à l'ancienne église de Bourg-la-Reine. Adjoint au maire de la ville  depuis 1815, son éloge funèbre fut prononcé par le maire Galois.
Il avait un fils prénommé également Barthélémy né en 1792 qui travaillera avec son père en 1816 et sera lui aussi manufacturier à partir de 1821 à sa mort le 29 mars 1825, soit deux ans après son père qu'il avait remplacé comme adjoint en 1823 jusqu'à son décès. Il fut marié deux fois en premières noces avec Théodorine Marquiset le 15 mai 1821 puis en secondes noces avec Rosalie, Félicité Dupuis le 17 août 1822, fille de Jean Baptiste Nicolas Dupuis, marchand de bois à Thiais.